# Jan Vael
Jan Amand Vael (Sinaai, 8 april 1880 - Aarschot, 15 december 1960) was een Belgisch volksvertegenwoordiger.

## Levensloop
Zoon van de herbergier Aloys Vael, streed Jan Vael tijdens de Eerste Wereldoorlog. Hij werd treinconducteur.
Rond 1925 werd hij secretaris van de socialistische vakbond van de openbare diensten in het arrondissement Leuven. Hij stond op de lijst voor de wetgevende verkiezingen en werd plaatsvervangend volksvertegenwoordiger. Gedurende het grootste deel van de tussenoorlogse periode was hij lid van het bestuur van de BWP arrondissementsfederatie Leuven (1926-1940).
Op het gemeentelijk vlak voerde hij in 1932 de BWP-lijst aan voor Aarschot en haalde drie zetels. Hij was de fractieleider van zijn groep, die in de oppositie bleef.
In 1936 werd hij verkozen tot socialistisch volksvertegenwoordiger voor het arrondissement Leuven en vervulde dit mandaat tot in 1939. Hij was opnieuw kandidaat in 1939, maar werd niet herkozen.
Onder de Duitse bezetting werd de socialist Alfons Zoutberg, als oudste raadslid, dienstdoende burgemeester van Aarschot en Vael werd schepen. In maart 1941 bereikte Zoutberg de leeftijdsgrens en werd opgevolgd door de VNV'er August Ver Elst. Vael bleef schepen, maar was tegelijk betrokken bij de semi-illegale socialistische beweging in Aarschot, echter niet bij het verzet. Na de bevrijding bleef hij schepen in een coalitie met een katholieke burgemeester en schepen. De socialisten vroegen hem terug te treden, maar hij weigerde en bleef gemeenteraadslid en schepen tot aan de gemeenteraadsverkiezingen van 1946.
Zijn geval werd voorgelegd aan een erecommissie van de BSP arrondissementsfederatie Leuven, waar hem verweten werd dat hij tijdens de oorlog aan zijn schepenambt was blijven vasthouden tot hij door de bezetter afgezet werd. Men verweet hem dat hij de benoeming van VNV-bedienden op het stadhuis had mogelijk gemaakt terwijl BWP-leden werden afgedankt. Op zijn krediet plaatste men dat hij bij het begin van de bezetting een steunactie had georganiseerd voor vier socialisten die door de Gestapo waren aangehouden.
Vael zelf voerde aan dat hij veel partijgenoten had doen opnemen in het luchtverweer (waardoor zij niet naar Duitsland moesten) en dat hij partijgenoten werk had bezorgd op het stadhuis. Zijn conclusie was dat een nieuwe generatie socialisten hem wilden opvolgen. 
Daar waar de nationale erecommissie eerder mild oordeelde, onder de invloed van Alfons Vranckx, was de arrondissementele erecommissie strenger, onder invloed van de Aarschotse leiding. Vael werd uit de partij gezet. 
Tot kort voor zijn dood leefde hij in onmin met de socialistische partij in Aarschot. Drie maanden voor zijn overlijden werd zijn heraansluiting bij de BSP afdeling Aarschot goedgekeurd door het partijbestuur.